# Pazaryolu (district)
Pazaryolu is een Turks district in de provincie Erzurum en telt 5.264 inwoners (2007). Het district heeft een oppervlakte van 746,8 km². Hoofdplaats is Pazaryolu.
De bevolkingsontwikkeling van het district is weergegeven in onderstaande tabel.
| 1997  | 2000  | 2007  |
| ----- | ----- | ----- |
| 9.313 | 9.653 | 5.264 |